# Gonfolo
Taxons concernés
Famille : Vochysiaceae

Le gonfolo est le nom vernaculaire et commercial désignant plusieurs espèces d'arbres tropicaux de la famille des Vochysiaceae présents à l'est de l'Amérique du Sud.
Les espèces principales sont :
- Qualea rosea Aubl., le gonfolo rose
- Qualea albiflora Warm. ou Ruizterania albiflora, le gonfolo gris

Le gonfolo est l'une des quatre principales essences exploitée en Guyane.